# Negotinac
Negotinac (cyr. Неготинац) – wieś w Serbii, w okręgu raskim, w mieście Novi Pazar. W 2011 roku liczyła 10 mieszkańców.